# Culey-le-Patry
Culey-le-Patry è un comune francese di 348 abitanti situato nel dipartimento del Calvados nella regione della Normandia.

## Società

### Evoluzione demografica
Abitanti censiti